# إم في في إنيرجي
شركة أم في في للطاقة (بالإنجليزية: MVV Energy) هي شركة عامة مدرجة مقرها في مانهايم وواحدة من موردي الطاقة الرائدين في ألمانيا، وتعمل في كل من ألمانيا وأوروبا.
تغطي سلسلة القيمة الخاصة بشركة أم في في للطاقة أيه جي ما يلي: التوليد والتجارة والتوزيع عبر الشبكات الملكية ومبيعات الطاقة وغيرها من الخدمات المبتكرة المتعلقة بالطاقة. وتنتمي المجموعة أيضًا إلى الشركة الرائدة في ألمانيا في مجال توليد الطاقة من الكتلة الحيوية والنفايات.

## روابط خارجية
- www.mvv.de